# السا آلکمن
السا آلکمن (انگلیسی: Elsa Alkman; ۱۸ نوامبر ۱۸۷۸ – ۲۱ فوریهٔ ۱۹۷۵) مؤلف (پدیدآور)، و موسیقی‌دان اهل سوئد بود.
در زمانی که در اسلوو زندگی می‌کرد، السا آلکمن به عضوی فعال در شاخهٔ محلی اتحادیهٔ ملی حق رأی زنان (LKPR) تبدیل شد و به ایراد سخنرانی، نگارش مقاله و سازماندهی رویدادها پرداخت. در سال ۱۹۱۶، او گزارشی دربارهٔ نحوهٔ رأی‌دادن زنان دانمارکی در همه‌پرسی پس از کسب حق رأی نوشت. وی پس از دستیابی زنان سوئدی به این حق، در دههٔ ۱۹۲۰ نیز به تلاش برای گسترش حقوق زنان ادامه داد. در دههٔ ۱۹۳۰، او و همسرش در نورشوپینگ مستقر شدند؛ جایی که در آنجا وی به نواختن ویولن و آهنگسازی برای کنسرت‌های محلی پرداخت.

## زندگی‌نامه
السا آنا ماریا آلشتروم در ۱۸ نوامبر ۱۸۷۸ در دالارنا زاده شد. او تنها فرزند اتو تئودور آلشتروم (۱۸۴۸–۱۹۰۶)، مهندس راه‌آهن، و همسرش کلارا الیزابت گوئنشارد (۱۸۵۰–۱۹۳۲) بود. او در خانه‌ای مرفه پرورش یافت و به‌سبب شغل پدرش در صنعت حمل‌ونقل ریلی، دوران کودکی‌اش را در شهرهایی چون تبی، یوتبری، استکهلم، هرنوساند و سلوسبوری سپری کرد.
در سال ۱۸۹۷، السا وارد آکادمی سلطنتی موسیقی سوئد در استکهلم شد و به تحصیل در رشتهٔ ویولن پرداخت. او در سال ۱۹۰۰ از این آکادمی فارغ‌التحصیل شد. پس از دوره‌ای ناموفق در تدریس موسیقی در سلوسبوری، مدتی در یک بانک در مالمو مشغول به‌کار شد. در همین شهر با اولوف آلکمن (۱۸۷۲–۱۹۶۰)، داروساز آشنا شد و این آشنایی در سال ۱۹۰۶ به ازدواج انجامید. آن‌ها به شهر اسلوو نقل مکان کردند و السا در سال ۱۹۰۷ به شاخهٔ محلی اتحادیهٔ ملی حق رأی زنان پیوست. از سال ۱۹۱۱ تا ۱۹۱۳، او عضو هیئت‌مدیرهٔ شاخهٔ اسکونه از این اتحادیه بود.
السا آلکمن به‌طور جدی به موضوع حق رأی زنان علاقه‌مند بود و باور داشت که اعطای آن تنها مسئله‌ای زمان‌بر است. در دسامبر ۱۹۱۶، او برای مشاهدهٔ روند رأی‌دادن زنان دانمارکی برای نخستین بار، به دانمارک سفر کرد. یافته‌های خود را در مقاله‌ای در نشریهٔ رئسترَت فور کوینور (حق رأی برای زنان) منتشر کرد. او در این مقاله نوشت که زنان از تمامی طبقات با خوشحالی در انتخابات شرکت کردند و امید داشت که زنان سوئدی نیز به‌زودی همان مسیر را بپیمایند. در همین دوران، او رمان En oförbätterlig (یک اصلاح‌ناپذیر) را در سال ۱۹۱۱ نوشت که از فعالیت‌های او در زمینهٔ حق رأی الهام گرفته بود. این رمان که روایت‌گر تلاش‌های یک خوانندهٔ اوپرتا برای دستیابی به حقوق برابر در شهری کوچک بود، نقدهای مثبتی دریافت کرد. در سپتامبر ۱۹۱۶، نخستین فرزندش به‌نام اینگا لینئا متولد شد.
در میانهٔ دههٔ ۱۹۲۰، خانواده به نورشوپینگ نقل مکان کردند؛ شهری که اولوف در آنجا شغلی جدید به‌دست آورده بود. این انتقال به السا فرصت داد تا علاقهٔ قدیمی خود به موسیقی را از سر گیرد. او در کنسرواتوار موسیقی درس هارمونی گرفت و برای کنسرت‌های محلی قطعاتی ساخت و اجرا کرد. علاقه‌مندی‌های فرهنگی او به‌ویژه در دورانی که جنبش زنان دچار افول نسبی شده بود، سبب شد تا حضور فرهنگی او پررنگ‌تر از گذشته شود. او همچنین تلاش کرد تا موسیقی کلاسیک را در قالبی ساده‌تر برای جامعهٔ محلی اجرا و ترویج دهد و در کلاس‌های گروهی ویولن برای کودکان نیز تدریس می‌کرد.
در دههٔ ۱۹۳۰، السا آلکمن به شاخهٔ محلی اتحادیهٔ زنان لیبرال پیوست. او در این نهاد با تمرکز بر مسائل انسانی، به حمایت از پناهجویانی پرداخت که در پی تشدید تنش‌ها در اروپا به سوئد پناه می‌آوردند. او در تهیهٔ پوشاک، غذا و اسکان موقت برای این افراد نقش فعالی داشت و تلاش کرد تا آگاهی عمومی دربارهٔ وضعیت آنان را افزایش دهد.
در سال‌های واپسین زندگی، السا همچنان به نگارش و فعالیت‌های اجتماعی علاقه‌مند بود. اگرچه دیگر به‌طور گسترده در صحنهٔ سیاسی حضور نداشت، اما از طریق نگارش نامه، مقالات و سخنرانی‌های کوچک در جمع‌های محلی، پیام خود را دربارهٔ برابری و کرامت انسانی منتقل می‌کرد. او تا پایان عمر از چهره‌های محترم جامعهٔ نورشوپینگ باقی ماند.
السا آلکمن در سن ۹۶ سالگی در ۲۱ فوریهٔ ۱۹۷۵ در نورشوپینگ درگذشت. او در قبرستان محلی این شهر به خاک سپرده شد.